# Pueblo dangaleat
El pueblo dangaleat también es conocido por los etnónimos dangléat, dangalit, damgla, dundul, dundulin o korbo. Sus casi 119.000 integrantes se asientan principalmente en poblados al oeste de Mongo y  Bitkine, al noroeste de la región de Guéra, en la zona central de Chad. En su mayoría son agricultores que complementan su economía con la ganadería. Habitan una zona montañosa de la sabana próxima al Sahara, con un clima muy árido y una temporada de lluvia entre los meses de julio y octubre. La gran mayoría del pueblo dangaleat es musulmán, pero al mismo tiempo conserva la religión étnica tradicional margai. Forman parte del complejo de pueblos hadjarai, con los que comparten un grupo de lenguas con cierto grado de inteligibilidad, una historia común en torno a las montañas de Jabal Marrah, los procesos de formación de los reinos daju y baguirmi, así como la arabización de su cultura con la llegada de comunidades guerreras árabes, principalmente a partir del siglo XI. Su lengua nativa también se llama dangaleat, y en general conocen la lengua árabe chadiana, lengua franca en el comercio y la comunicación con otras etnias de la región.

## Idioma
El idioma dangaleat es la lengua nativa de la etnia. Pertenece al filo de las lenguas afroasiáticas y la familia de lenguas del Chad. Cuentan con un dialecto occidental alrededor de Korbo,  un dialecto central alrededor de Barlo, Kubo Adougoul y un dialecto oriental alrededor de Korlongo, a 500 km al este de Yamena.

## Demografía
La región de Guéra tenía cerca de 565.000 habitantes en 2016. Está dividida en cuatro departamentos (Abtouyour, Barh Signaka, Guéra y Mangalme) que tienen una población de más de 100.000 habitantes cada uno. Oficialmente, la región de Guéra se compone de 11 subprefecturas divididas en cantones que en general llevan el nombre del grupo étnico principal o más numeroso. En total existen 22 cantones, desde que justamente el cantón de Dangleat se dividió en dos entidades distintas: Dangleat Este y Dangleat Oeste.
La mayor concentración de miembros del pueblo dangaleat se encuentra en la subprefectura Bang Bang, cantón de Dangaleat Este, donde alcanzan aproximadamente los 30.000 individuos. Allí conviven en unos 15 poblados con comunidades árabes y del pueblo dionkor (djonkor, jongor o migaami), estos últimos parte también del complejo de pueblos hadjarai.
(Atlas pdf)
Le sigue en orden numérico los asentamientos del cantón Dangaleat Oeste, también en la subprefectura de Bang Bang. Próximo a 24.0000 dangaelat se reparten en las 8 aldeas o poblaciones en las que conviven con minorías también árabes y  dionkor.
(Atlas pdf)
En la vecina subprefectura de Bitkine, cantón de Árabe Imar unos 1.000 dangaelat conviven como minoría junto a grupos árabes (mayoritarios) y bidios (minoritarios), en unos 100 poblados y villas. (Atlas pdf)
Finalmente, unos 900 miembros del pueblo dangaleat viven en el departamento Guéra, subprefectura Abbassié como menor minoría junto a las comunidades abbassié y bidio.
Existe población dangaleat viviendo en la capital Yamena que ha adoptado las costumbres multiculturales de la vida urbana.

## Religión
La tradición dangaleat cuenta que "Bung" (el nombre de la divinidad creadora suprema, que también es la misma palabra que se usa para “cielo”) solía estar más cerca de la humanidad, y había una comunicación frecuente entre la divinidad y el hombre. Un día, una mujer estaba machacando mijo y, mientras lo hacía, golpeó con un sonido que se escuchaba como "bung" varias veces. Bung, el dios, ofendido por ese gesto se marchó y ya no volvió a comunicarse con los humanos. Por eso para elevar plegarias o pedidos a Bung, la población se ve necesitada de recurrir a espíritus mediadores, los margai o margay. Desde la antigüedad, una jerarquía de sacerdotes margay ha representado al espíritu del mismo nombre, que a menudo prescribe el uso de sacrificios para complacer o apaciguar la voluntad divina. Temido y respetado como intermediario entre el dios supremo y los humanos, en toda aldea se encuentra el hogar o templo dedicado a su ritual.
(Joshua)
Generalmente en los poblados dangaleat se encuentra una pequeña choza, de un metro y medio de altura situada en un lugar destacado. Debajo del techo hay una olla de barro. Este es un símbolo del 'margay', que se cree que habita en estas vasijas de barro. Las vasijas se encuentran en cada pueblo y clan, un recordatorio del sistema de creencias transmitido por sus antepasados.